# Kamolpan Kraratpet
Kamolpan Kraratpet (en tailandés: กมลพรรณ กระราชเพชร; 12 de marzo de 2001) es una deportista tailanesa que compite en levantamiento de potencia adaptado. Ganó una medalla de bronce en los Juegos Paralímpicos de París 2024, en la categoría de –55 kg.

## Palmarés internacional
| Juegos Paralímpicos | Juegos Paralímpicos | Juegos Paralímpicos | Juegos Paralímpicos |
| Año                 | Lugar               | Medalla             | Categoría           |
| ------------------- | ------------------- | ------------------- | ------------------- |
| 2024                | París (Francia)     | Medalla de bronce   | –55 kg              |